# Mitsubishi B5M
Le Mitsubishi B5M (九七式二号艦上攻撃機) est un bombardier-torpilleur de la Marine impériale japonaise, surnommé « Mabel » (aussi connu sous le nom de « Kate 61 ») par les alliés. Il est conçu en 1935 en guise de nouveau bombardier basé sur les porte-avions japonais.

## Conception et développement
L'avion possède un équipage de trois personnes assis dans une longue verrière, des ailes repliables pour le rangement sur le pont, une autonomie de vol de pas moins de sept heures et la capacité de porter au moins 800 kg de bombes. Un défi de taille pour un avion monomoteur du milieu des années 1930. Il est conçu comme modèle pour le futur Nakajima B5N. 

## Histoire opérationnelle
Le Mitsubishi B5M réalise son premier vol en 1937. Il est construit à base de métal, à aile basse en porte-à-faux monoplan avec un train d'atterrissage fixe. Les unités navales japonaises commencent à s'en équiper fin 1937, mais ses performances ne sont pas aussi satisfaisantes que d'autres bombardiers japonais. Ses performances sont considérées marginales, et seuls 125 exemplaires seront fabriqués. Initialement destiné à l'usage de porte-avions, la majorité est déployé au cours des premiers mois de la Seconde Guerre mondiale, depuis des bases terrestres localisées en Asie du Sud-Est et en Chine, et durant laquelle ils sont confrontés à de faibles oppositions ennemies. Ces machines finissent leur service comme avions d'entraînement, remorqueurs de cible et kamikazes.

## Variantes
- B5M1 : Avion d'attaque à trois places pour la Marine impériale japonaise.